# Avenida Protásio Alves

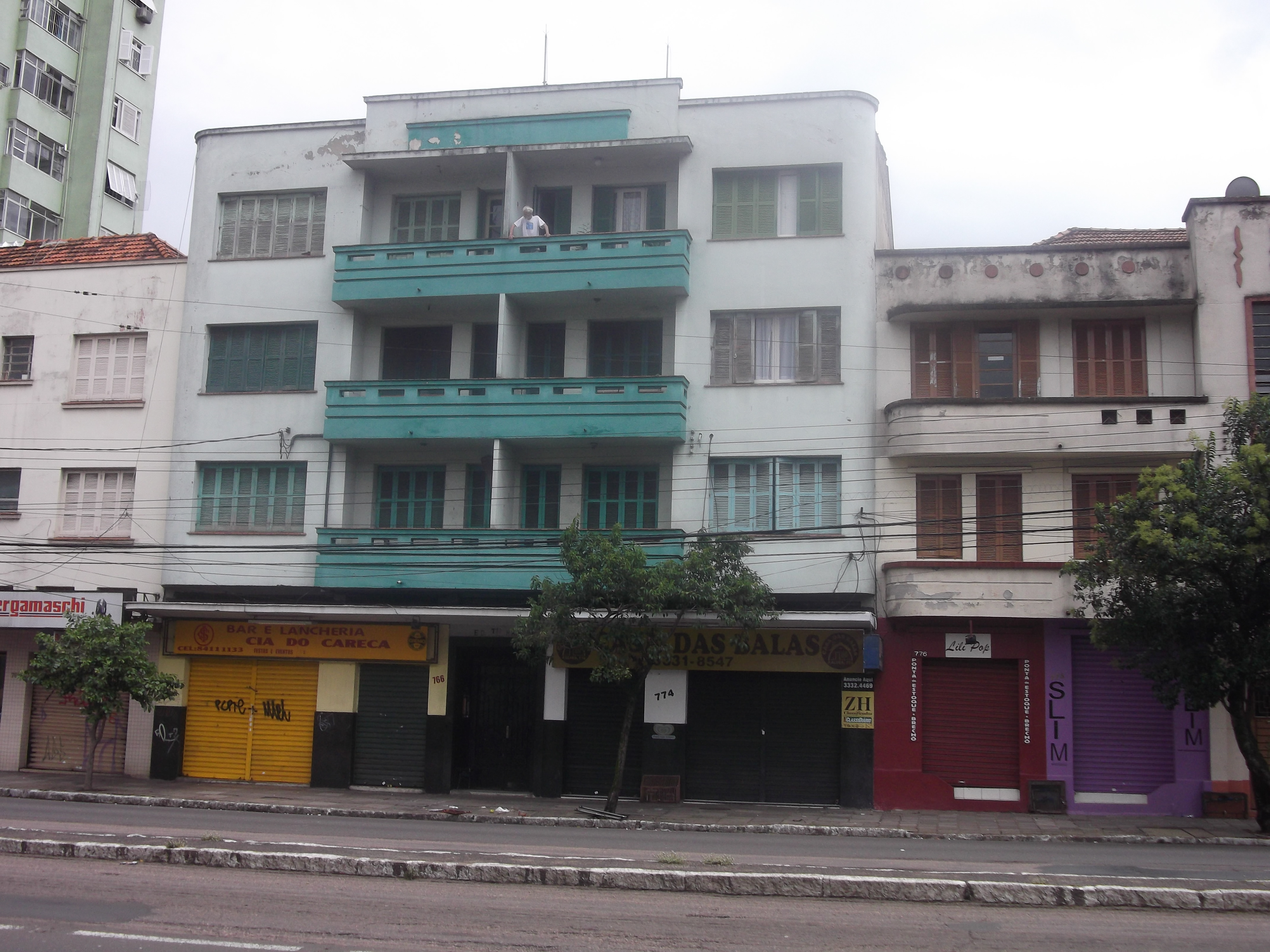
Avenida Protásio Alves na altura do número 766

A Avenida Protásio Alves é uma das principais avenidas e a mais extensa radial da cidade brasileira de Porto Alegre, capital do estado do Rio Grande do Sul. Inicia no bairro Bom Fim, indo até a divisa de Porto Alegre com os municípios de Viamão e Alvorada. 
Tem aproximadamente 13,4 quilômetros de extensão e inicia na avenida Osvaldo Aranha esquina com a rua Ramiro Barcelos e termina na estrada Caminho do Meio. Liga o centro da cidade à grande maioria dos bairros da zona leste: Bom Fim, Rio Branco, Santa Cecília Petrópolis,Três Figueiras, Chácara das Pedras, Bom Jesus, Vila Jardim, Jardim Carvalho, Morro Santana, Jardim Itu-Sabará e Mário Quintana. A avenida também liga aos loteamentos Parque Índio Jari e Augusta Meneguini, em Viamão.
É uma importante via comercial, com bancos, restaurantes, supermercados, lojas, escolas, farmácias e hotel, entre outros, e também residencial.

## Histórico
Originalmente foi um dos três principais caminhos que saíam do centro de Porto Alegre e comunicavam com as freguesias da região rural. Foi conhecido por vários nomes: Caminho de Viamão, Estrada das Capelas e Caminho do Meio, este o que acabou prevalecendo. Após o fim da Revolução Farroupilha, iniciaram obras de melhoria. Em 1845 a Câmara recomendou ao fiscal do município que estimulasse os moradores ao longo do seu trajeto para que colaborassem nas obras, pois em alguns pontos já estava intransitável. Em 1852 a Câmara aprovou orçamento para aterros e outros reparos no trecho entre a chácara do doutor Capistrano de Miranda e a da Viscondessa de São Leopoldo. Em 1856 ocorreram novos reparos e em 1882 Eufrásio José dos Santos foi contratado para assegurar sua manutenção.
Depois de proclamada a República, por instâncias de Felicíssimo de Azevedo, o Caminho do Meio passou a se denominar Estrada do Capitão Montanha, homenageando Alexandre José Montanha, o primeiro urbanista e engenheiro público da cidade. Na estatística oficial de 1892 constavam apenas dez prédios em seu trajeto, evidenciando que ainda era um caminho rural, mas na planta de 1916 já aparece um significativo desenvolvimento, já sendo cortada por várias novas transversais. No fim da década de 1920 a malha urbana do atual Bairro Petrópolis já se encontrava quase toda traçada, e nos anos 1930 se multiplicaram os loteamentos, mas a densidade edificada ainda era muito baixa.
Seu nome atual foi definido por decreto de 6 de julho de 1936, homenageando Protásio Alves, um ilustre médico e político ativo na capital, e nesta época iniciou um consistente programa de urbanização da avenida, incluindo calçamento, aterros, alinhamento e outras providências. Também foram instaladas linhas para bondes elétricos até a altura da Rua Carazinho. Em 1944 foi determinado seu alargamento de 22 para 40 metros. A partir desta época a urbanização da região se acelerou e atualmente a maior parte do seu longo trajeto está densamente edificado.
Margeiam a avenida, entre outros marcos, o Hospital de Clínicas, o Colégio Israelita e a Igreja de São Sebastião.